# Labdia acmostacta
Labdia acmostacta är en fjärilsart som beskrevs av Edward Meyrick 1932. Labdia acmostacta ingår i släktet Labdia och familjen fransmalar. Inga underarter finns listade i Catalogue of Life.